# Graus
|  | Aquest article tracta sobre el municipi aragonès. Vegeu-ne altres significats a «Grau». |

Graus és un poble de la comunitat autònoma de l'Aragó, a la província d'Osca, comarca de la Ribagorça, ubicat a la confluència dels rius Éssera i Isàvena.
S'hi parla un dialecte de l'aragonès, de transició al català, anomenat grausí (vegeu aragonès grausí i català ribagorçà).
Les festes patronals se celebren del 12 al 15 de setembre, en les quals el diumenge més proper al 14 de setembre s'interpreta La Mojiganga, declarada d'interès turístic nacional.

## Llengua
Pel terme municipal de Graus transcorren les isoglosses que permeten delimitar, tot i que vagament, les llengües aragonesa i catalana.
- Güel, Puig, el Racó, Salines, la Collada, la Ribera i el Soler pertanyerien al domini català.
- Jusseu i Torres del Bisbe serien considerats parlars de transició —potser més pertanyents al sistema lingüístic català que al de l'aragonès.
- la resta de nuclis del municipi formarien part del domini lingüístic aragonès.

## Història
Les primeres dates de població de Graus es remunten al Paleolític com ho demostren les restes trobades al jaciment de «Las Forcas» junt amb la Peña del Morral.
Els musulmans conquereixen la ciutat a la batalla de Graus la primavera de 1063. Va ser un enfrontament entre les forces de Ramir I d'Aragó i les tropes musulmanes de la taifa de Saragossa d'Ahmed I ben Sulaiman al-Muktadir, que comptaven amb el suport del Regne de Castella comandats per l'Infant Sanç. A la batalla va morir el rei Ramir I. La llegenda diu que al seu costat va participar un jove Rodrigo Díaz de Vivar.
Vint anys més tard, el 1083, Graus va ser conquerida per als cristians pel rei Sanç Ramires.
Després de ser novament ocupada pels cristians, fou donada al monestir del Sobrarb de San Victorián (San Beturian) de Asán, perquè aquest s'encarregués de la seva reconstrucció i repoblació, concedint importants privilegis a tots els que poblessin Graus.
Després, el monarca Pere el Gran li va concedir a la vil·la el títol de «Molt Noble i Molt Antiga», que es conservà fins a l'actualitat.
Durant els segles xvi i XVII gaudí d'un gran esplendor econòmic, que provingué del mecenatge i la construcció de les grans cases-palaus de la noblesa.

## La Vila
La importància medieval de la vila de Graus ha deixat al seu interior un interessant llegat de mansions i palaus com les dels Mur, Olivan, Esmir, a més de les que rodegen la plaça Major. En aquesta època es va construir, també, el que potser és el monument més important de la vil·la, la Basílica de Santa Maria de la Penya, on actualment també allotja el museu de les Icones.
Destaca també l'església de Sant Miquel, originalment romànica, però molt transformada. Al seu interior conserva una creu del Sant Crist regalada a la vila per Sant Vicenç Ferrer en el segle xv.
Des de 1975 és considerada conjunt historicoartístic.

### Plaça Major

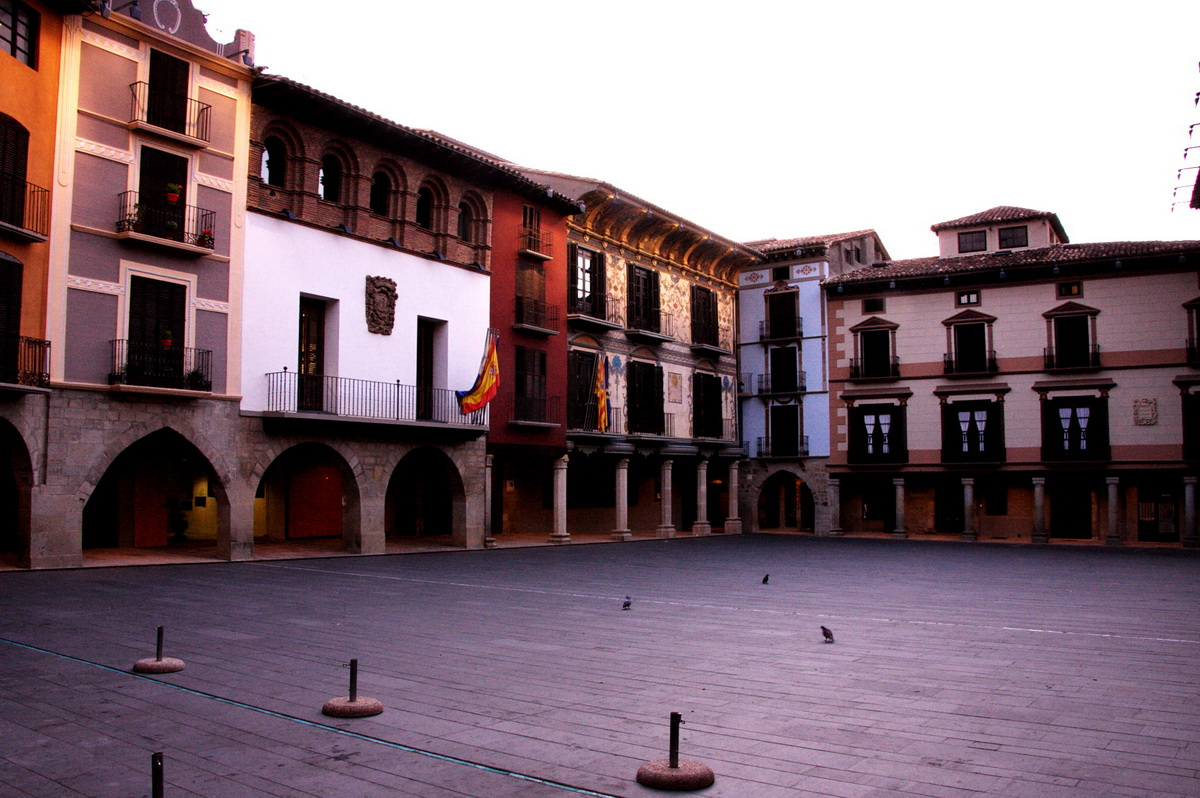
Plaça Major de Graus

La Plaça Major de Graus és l'aspecte més destacat del seu urbanisme. Té forma de pentàgon irregular i s'hi troben grans palaus aixecats sobre porxos amb arcs de mig punt, ogivals o de llindes sobre columnes en un harmònic conjunt de diversos estils arquitectònics: renaixentista, mudèjar i neoclàssic. Els edificis més representatius són:
- Casa Heredia: És d'estil renaixentista amb façana decorada amb motius florals i un espectacular ràfec còncau amb pintures que reprodueixen la paràbola del fill pròdig. El porxo està suportat per columnes.
- Casa Bardaxí:De façana sòbria decorada en estil neoclàssic amb motllures i frontons en finestres i balcons mirant d'emular la sobrietat dels palaus grecs i romans. Va ser construïda al segle xviii pels Bardaixí, una família noble del regne d'Aragó. El porxo està suportat per columnes.
- Ajuntament: És un palau renaixentista aragonès del segle xvi amb una galeria d'arcades de maó mudèjar al segon pis. Hi ha uns reproducció seva al Poble Espanyol de Barcelona. L'edifici ha estat recentment transformat internament. El porxo està format per arcs de mig punt.
- Casa Capucho:És la casa més ampla de la plaça i té una decoració sòbria amb les columnes i frontons en colors blau i gris i amb una sanefa enllaçant els òculs del pis superior. El porxo està suportat per columnes.
- Casa Baron: És d'estil renaixentista i està decorada amb dues grans pintures murals al·legòriques de les ciències i les arts, acompanyades d'una decoració profusa de flors, motllures i gerros. Una part de l'edifici està muntat sobre una de les portes d'accés de l'antiga muralla.

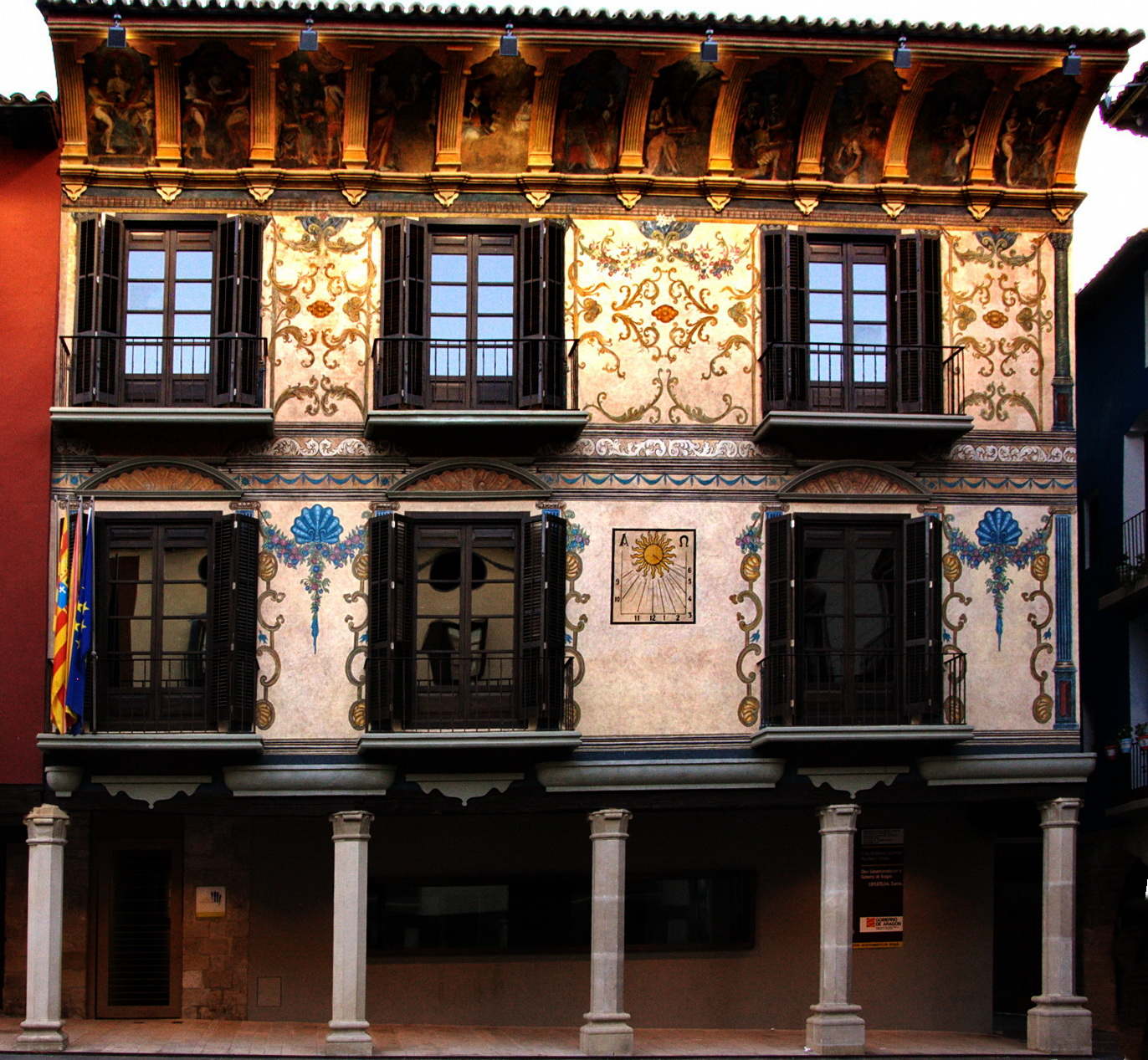
Casa Heredia
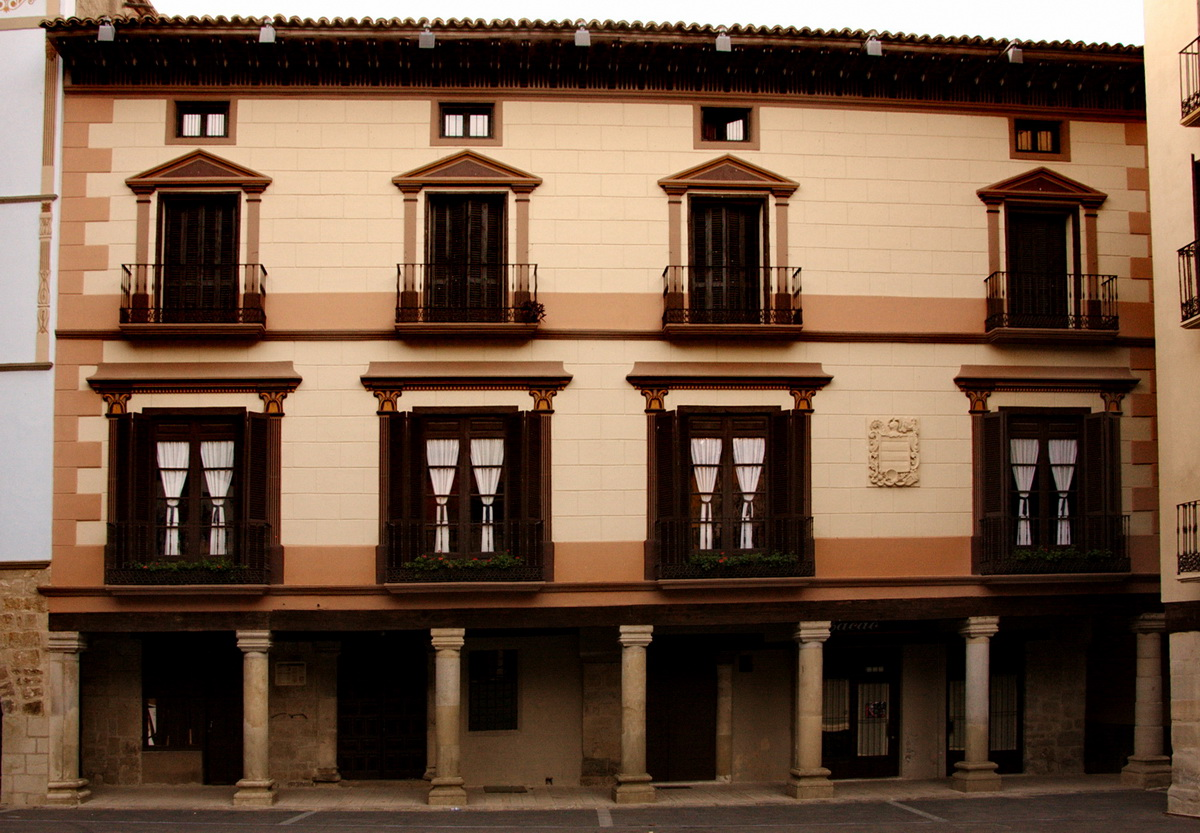
Casa Bardaxí
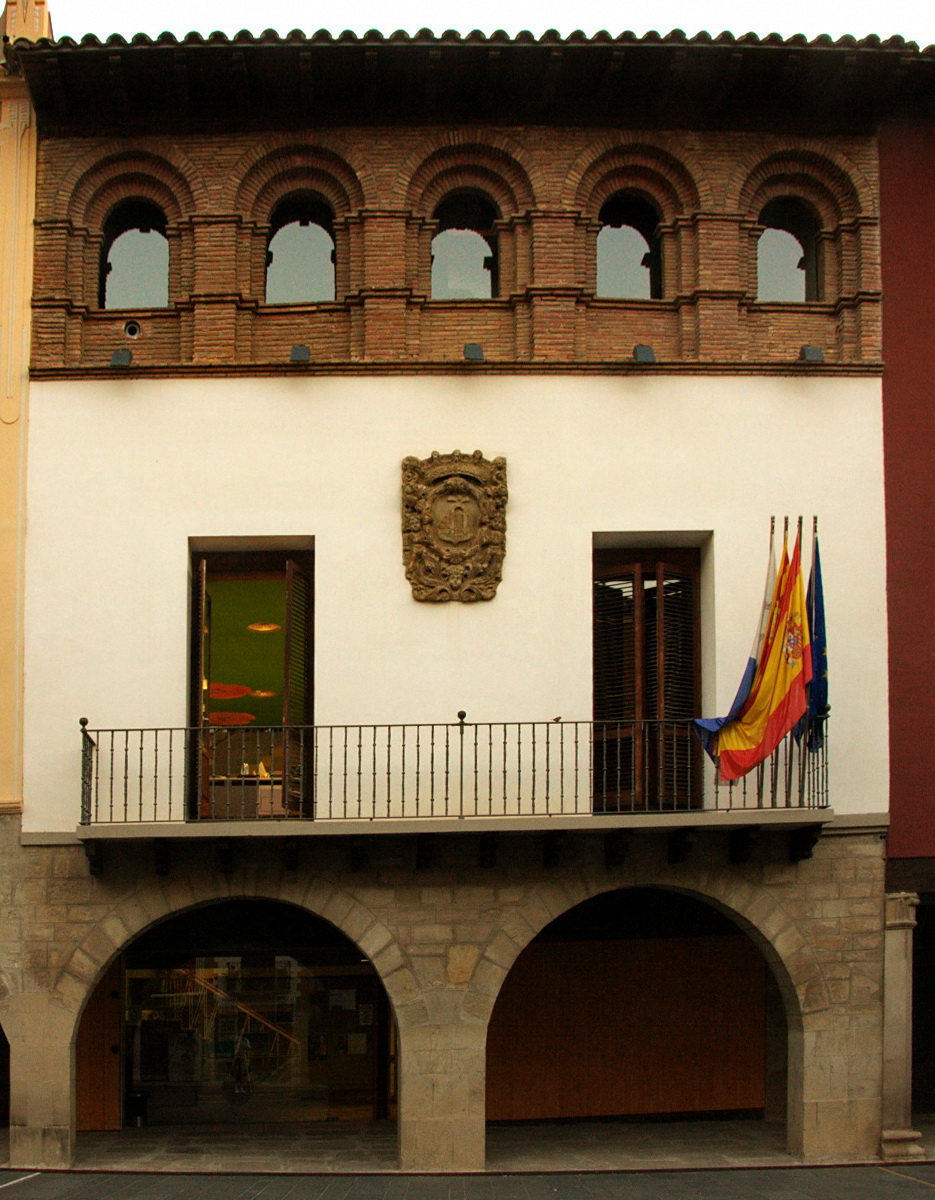
Ajuntament
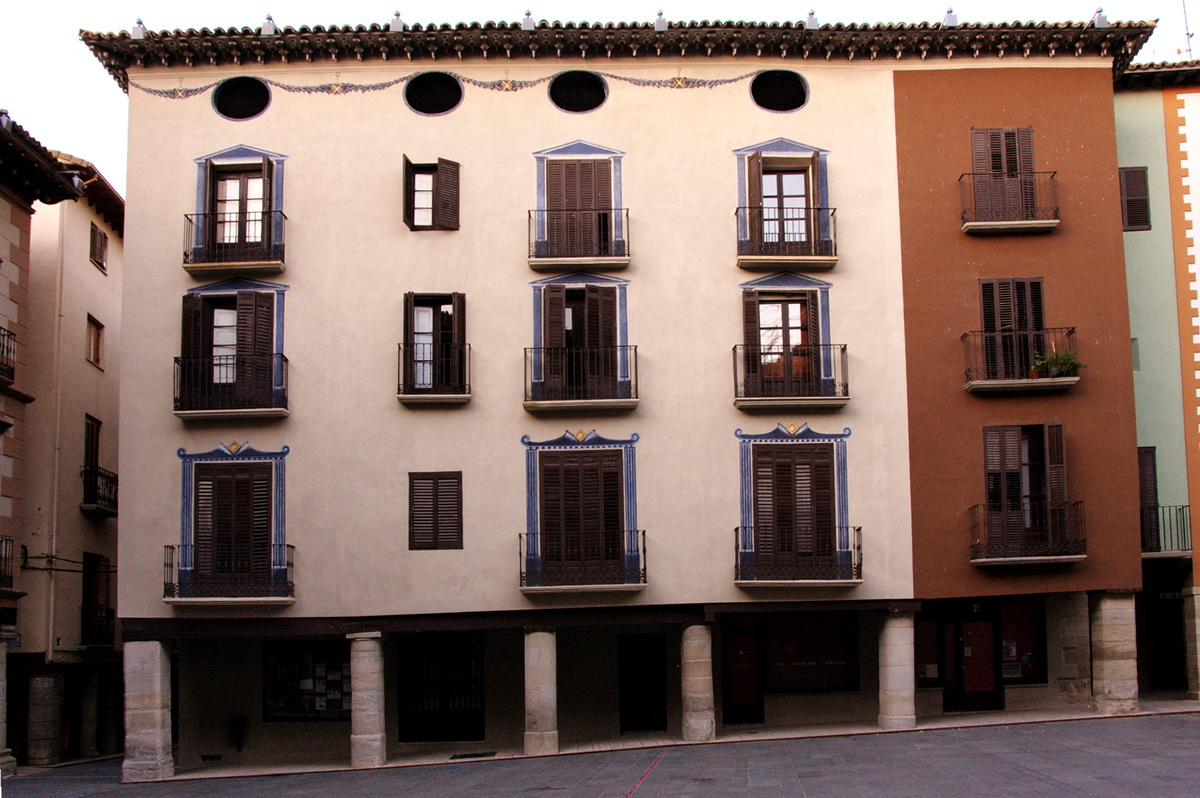
Casa Capucho
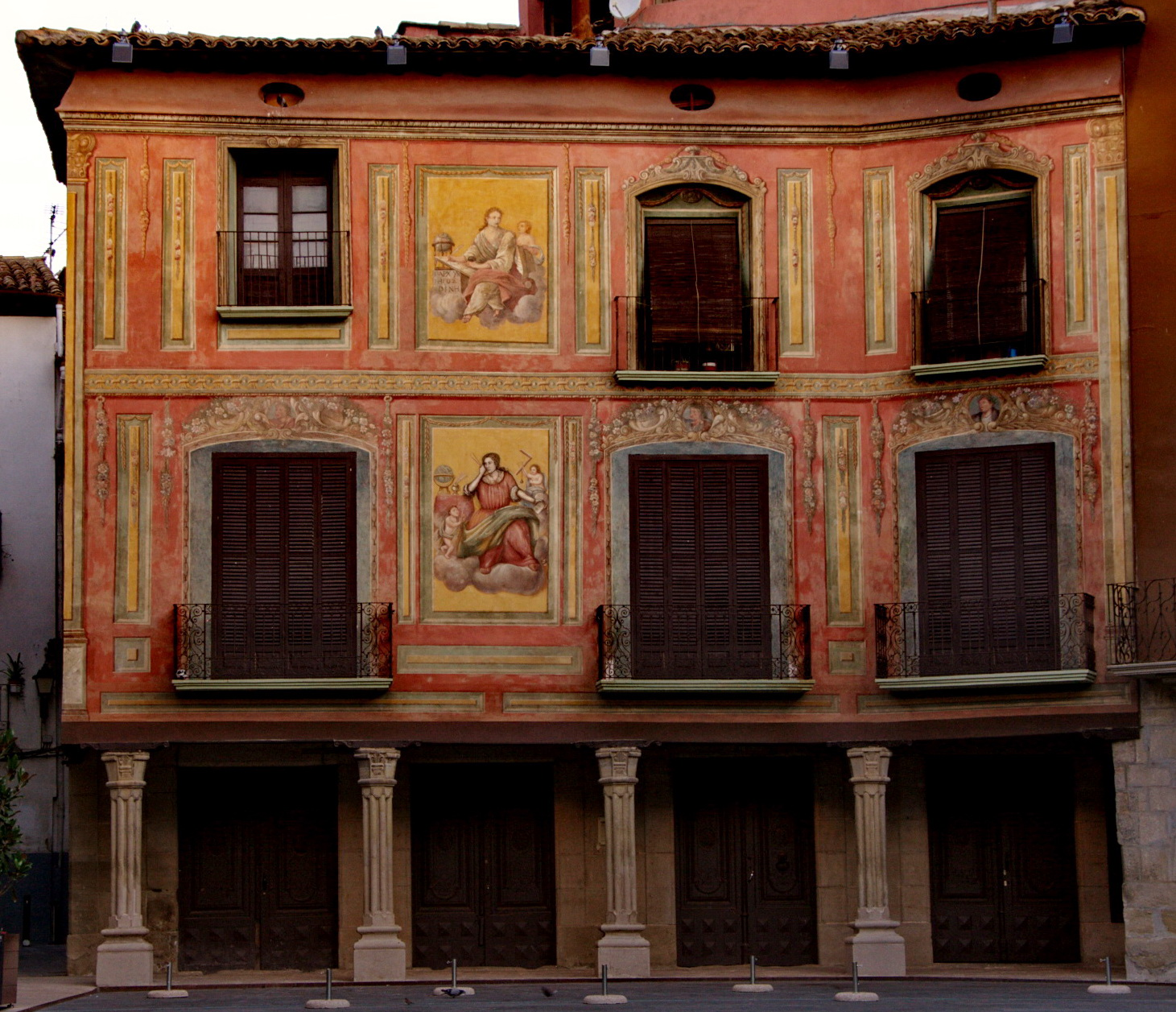
Casa Baron

## Entitats de població
A banda dels nuclis llistats dessota, també hi ha els de: Bafalui, situat al nord del castell de Fontova; Càncer, a la vora oriental del pantà de Barasona; Castarllenes, al límit lingüístic entre el català i el castellà, Grustan, La Tosquilla; i l'antic terme de Torroella de Ribagorça, amb els seus pobles d'Aguilar de Ribagorça i Erdau.
| Entitat de població         | Habitants |
| --------------------------- | --------- |
| Avenoses                    | 1         |
| Aguilar                     | 3         |
| Aguilaniu                   | 32        |
| Bellestar                   | 34        |
| Benavente de Ribagorça      | 29        |
| Centenera                   | 22        |
| Eixep                       | 29        |
| Graus                       | 2696      |
| Güel                        | 27        |
| Jusseu                      | 43        |
| Panillo                     | 64        |
| Pano                        | 3         |
| Pobla de Fontova, la        | 144       |
| Pobla de Mont, la           | 5         |
| Pueio de Marguillén, el     | 30        |
| Soler, el                   | 26        |
| Torre d'Éssera, la          | 51        |
| Torre d'Obato, la           | 15        |
| Torrelabat                  | 19        |
| Torres del Bisbe            | 159       |
| Ventes de Santa Llúcia, les | 40        |
| Font: Idescat               |           |

## Fills il·lustres
- Eusebio de Bardaxí y de Azara (1776-1842): advocat, diplomàtic i polític.
- Mn. Josep Salamero Martínez (1835-1895) (el pare dels pobres): sacerdot, professor, escriptor i acadèmic de la Reial Acadèmia de Ciències Morals i Polítiques.
- Joaquín Costa Martínez (1846-1911): economista, jurista, polític i historiador.
- Maria Àngels Sarroca (1948-): soprano, professora de cant del Conservatori Superior de Barcelona.